# منتخب أوزبكستان لكأس ديفيز
منتخب أوزبكستان لكأس ديفيز هو ممثل أوزبكستان الرسمي في كرة المضرب في كأس ديفيز.